# میشا اسپولیانسکی
میشا اسپولیانسکی (انگلیسی: Mischa Spoliansky؛ ‏ ۲۸ دسامبر ۱۸۹۸ – ۲۸ ژوئن ۱۹۸۵) آهنگساز اهل بریتانیا بود.
از فیلم‌هایی که وی در آن‌ها نقش داشته‌است، می‌توان به هیتلر: ده روز آخر، مرز شمال غربی، ژان مقدس، دردسر در فروشگاه، جینی و معادن شاه سلیمان اشاره نمود.